# اوکادا ایر

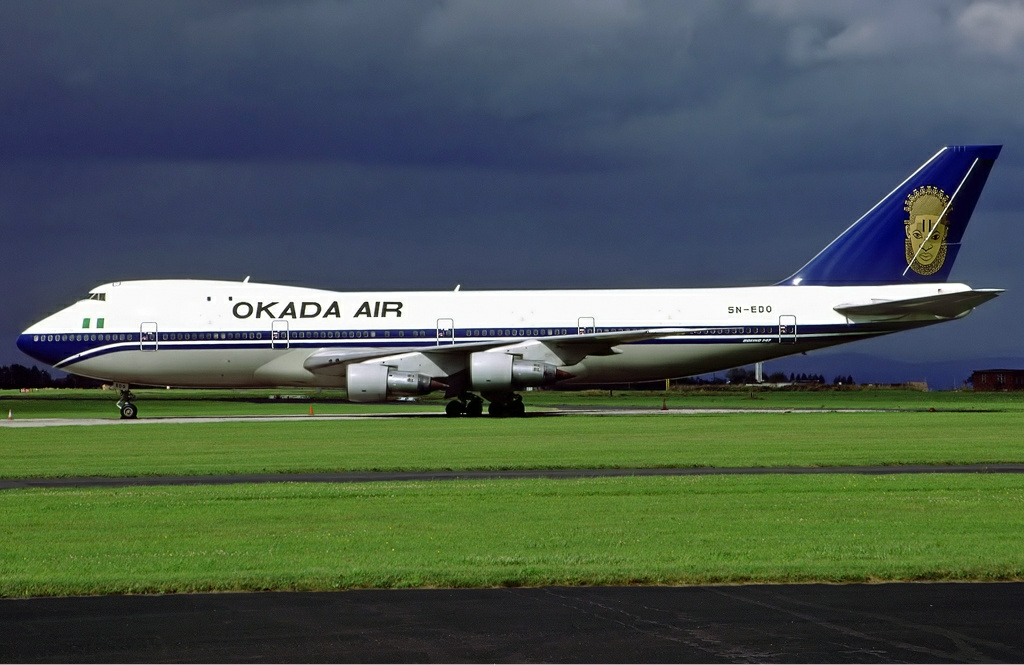
هواپیمای بوئینگ ۷۴۷–۱۰۰ اوکادا ایرا، منچستر، ۱۹۹۳

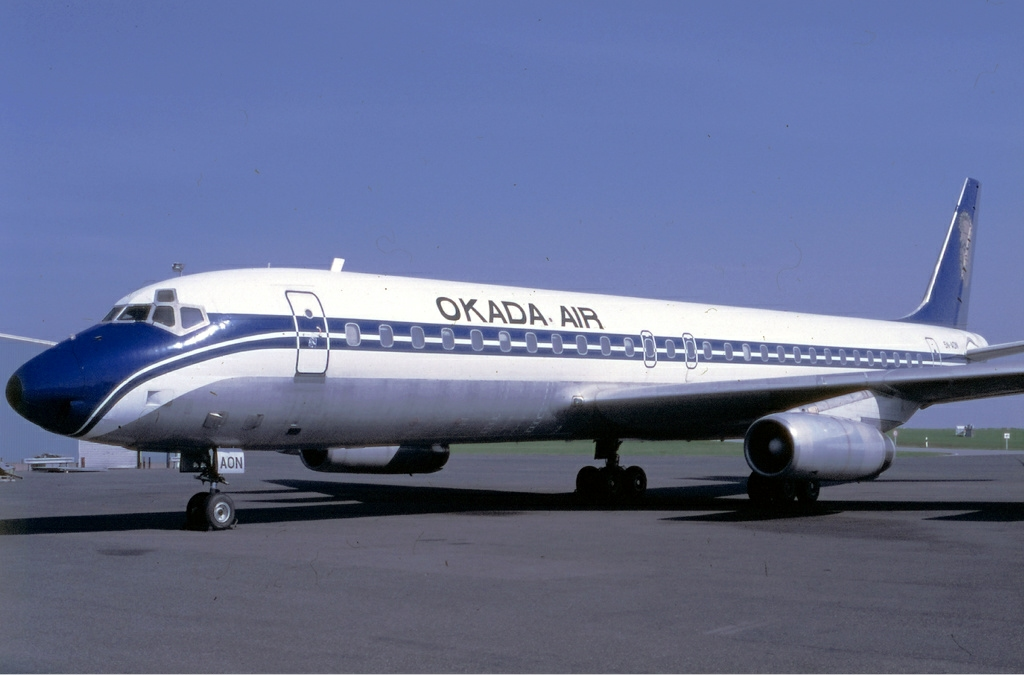
هواپیمای داگلاس دی‌سی-۸، لوکزامبورگ، ۱۹۸۵

اوکادا ایر (به انگلیسی: Okada Air) یک شرکت هواپیمایی با کد یاتا 9H است که در تاریخ ۱۹۸۳ میلادی تأسیس شده و در تاریخ سپتامبر ۱۹۸۳ فعالیتش را آغاز کرده‌است. دفتر مرکزی این شرکت هواپیمایی در شهر بنین، نیجریه واقع شده‌است.

## مقصدهای پروازی
- آبوجا – فرودگاه بین‌المللی ننامدی آزیکیوه
- شهر بنین – فرودگاه بنین
- انوگو – فرودگاه بین‌المللی اکانو ایبیام
- جوس – فرودگاه یاکوبو گوون
- کادونا – فرودگاه کادونا
- کانو، نیجریه – فرودگاه بین‌المللی مالام آمینو کانو
- لاگوس – فرودگاه بین‌المللی مرتلا محمد
- پورت هارکورت – فرودگاه بین‌المللی پورت هارکورت
- یولا – فرودگاه یولا